# Adonidia
Adonidia, manji biljni rod iz porodice palmovki raširen po Borneu i Filipinima. Postoje dvije vrste, od kojih je tipična A. merrillii, koja je prvi puta opisana 1909. kao Normanbya merrillii.
A. merrillii je uvezena po drugim državama, a u SAD-u (Florida) je poznata kao božićna palma (Christmas Palm). Druga vrsta A. dransfieldii, endem je s Bornea, danas kritično ugrožena.

## Vrste
1. Adonidia dransfieldii K.M.Wong, Sugau & Y.W.Low
2. Adonidia merrillii (Becc.) Becc.

## Sinonimi
Nema.